# Charibaude
La charibaude ou chalibaude était un rituel collectif pratiqué à Laval en Mayenne, et dans sa région. Il s'agissait d'un grand feu de joie allumé en plein air lors de réjouissances publiques, par exemple lors de la fête de la Saint-Jean.

## Description
Tous les ans, à la Saint-Jean d'été, la charibaude était allumée à Laval. Dans la même région, à Craon, le 24 juin, le chapitre de Saint-Nicolas dressait, sur la place de l'église, une haute pyramide de fagots, nommée « charibaude », à laquelle il venait processionnellement mettre le feu. Aussitôt, la foule faisait éclater sa joie par des cris et des danses autour du bûcher. Les jeunes gens les plus agiles se faisaient un jeu de sauter à travers le feu, et quand il était près de s'éteindre, c'était à qui emporterait chez soi un brandon fumant, un précieux talisman contre la foudre.

## Festivités
Le prince Henri Charles de La Trémoille abjure le 3 septembre 1670 à Angers. Cette abjuration donne lieu à des festivités à Laval, pour le futur comte : le prince de Tarente devait hériter du comté. Les boutiques fermèrent, des feux de joie sont allumés dans toutes les rues ; toutes les fenêtres sont illuminées jusqu'à minuit. Le dimanche suivant, tous les corps ecclésiastiques, réunis à Saint-Tugal, chantent un Te Deum solennel, et une charibaude est allumée sur la place publique par M. de Lucé, lieutenant pour le roi et capitaine du château. Le soir, les feux de joie brillent de nouveau dans tous les quartiers ; les illuminations se répétent le 5, le 6 et le 7.
L'annonce de la paix d'Utrecht est fêtée en 1713. Le soir, les officiers de la maison de ville allument une charibaude au sommet de laquelle était la statue de la Renommée, la trompette à la main. Le premier éclair de la flamme fut salué par le bruit des tambours et des violons et par le tonnerre des gros et moyens canons du château. Toute la ville est illuminée. On remarque un énorme flambeau soufré qui, du haut du beffroi où on l'avait substitué au panonceau, lançait aux alentours une vive lumière.
La signature du traité de Rastadt (1714) et de sa ratification (1715) donne lieu à des manifestations semblables. Charles Maucourt de Bourjolly décrit la charibaude qui est brûlée en cette dernière circonstance et qui devait être la merveille de ce genre de construction. Il indique que le feu de joie se faisait au moyen d'une haute perche fichée en terre, et tenant enfilés quatre à cinq tonneaux remplis de matières combustibles, auxquelles on joignait souvent des pétards, des feux d'artifice, le tout recouvert de mousse, de buis, de lierre, etc.
En 1785, une charibaude est organisée à l'occasion de la naissance d'un fils de Louis XVI de France, et est allumée sur le Gast.
A la fête de Louis XVIII de France et à la fête de Charles X de France, on brûlait la charibaude. Elle se composait d'une vingtaine de tonneaux ou de barriques superposées dans lesquelles étaient des matières combustibles avec des pièces d'artifice, le tout orné de guirlandes et surmonté d'une couronne de lauriers.
On ne brûla plus la charibaude après les Trois Glorieuses, mais son usage s'est conservé longtemps à l'assemblée du Gué-d'Orger.

## Note
1. ↑  L'étymologie proviendrait du bas-breton, choari, qui signifie « se réjouir » et du vieux français « baude », qui veut dire « joyeux ».